# Jean-Marie-Rodrigue Villeneuve

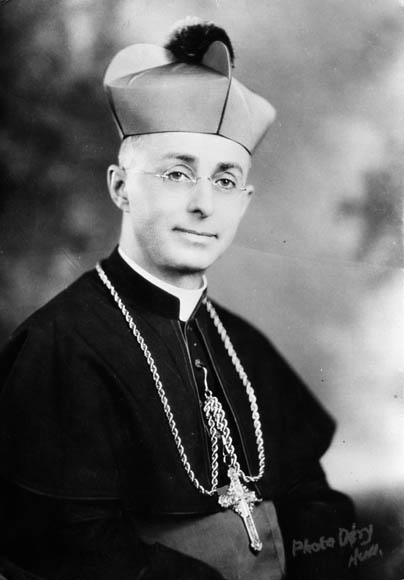
Jean-Marie-Rodrigue Villeneuve (vor 1933) als Bischof

Kardinalswappen

Jean-Marie-Rodrigue Kardinal Villeneuve OMI (* 2. November 1883 in Montréal, Kanada; † 17. Januar 1947 in Alhambra, USA) war Erzbischof von Québec.

## Leben
Jean-Marie-Rodrigue Villeneuve trat 1901 der Ordensgemeinschaft der Oblaten der Unbefleckten Jungfrau bei. Er studierte in verschiedenen Häusern des Ordens sowie an der Universität Ottawa die Fächer Katholische Theologie und Philosophie und empfing am 25. Mai 1907 das Sakrament der Priesterweihe. Er hat einen Doktortitel in Philosophie, in Theologie und in Kirchenrecht an der Universität von Ottawa. Von 1907 bis 1913 war er Professor für Philosophie und bis 1930 Professor für Liturgie und Spiritualität und Kirchengeschichte an der Universität Ottawa sowie Dekan der Fakultät für Theologie und der Fakultät Kanonisches Recht. Von 1920 bis 1930 nahm er Leitungsaufgaben innerhalb seiner Gemeinschaft wahr.
1930 ernannte ihn Papst Pius XI. zum Bischof von Gravelbourg. Die Bischofsweihe spendete ihm am 11. September 1930 der Erzbischof von Ottawa, Joseph-Guillaume-Laurent Forbes; Mitkonsekratoren waren Louis Rhéaume, Bischof von Haileybury, und Joseph-Wilfrid Guy, Apostolischer Vikar von Grouard. Am 11. Dezember 1931 erfolgte die Ernennung zum Erzbischof von Québec und Nachfolger von Felix-Raymond-Marie Rouleau.
Im feierlichen Konsistorium am 13. März 1933 wurde Rodrigue Villeneuve von Papst Pius XI. als Kardinalpriester mit der Titelkirche Santa Maria degli Angeli in das Kardinalskollegium aufgenommen. Er nahm am Konklave des Jahres 1939 teil und fungierte beim Nationalen Eucharistischen Kongress in Quebec und 1945 bei der Weihe der Jeanne-d’Arc-Basilika in Domrémy-la-Pucelle (Frankreich) sowie beim Marianischen Kongress in Mexiko als Päpstlicher Legat.
Er starb am 17. Januar 1947 in Alhambra, Kalifornien und wurde in der Kathedrale Nôtre-Dame de Québec beigesetzt.